# Agulla prima
L'agulla o mula (Belone belone) és una espècie de peix beloniforme de la família Belonidae, distribuïda per aigües temperades de l'oceà Atlàntic, mar Mediterrani, mar Negre i el mar del Nord. El nom popular té molts variants: agulla prima, agullot, ast, passamà, aguïa (als Balears), agua (Menorca) aülla, ahulla, aullat, guia, aguia (València)… Una diferenciació entre agulla i agulla prima per a distingir subespècies, és lingüísticament dubtosa.

## Anatomia
Cos similar a la resta de la família, amb una longitud màxima normal d'uns 45 cm, encara que s'han descrit grandàries màximes de fins a 93 cm. No té espines en les aletes. L'aleta anal és una mica més llarga que la dorsal; les dents de la mandíbula són relativament grans i espaiats, amb una mandíbula inferior una mica més llarga que la superior, molt allargades ambdues en els individus joves.

## Hàbitat i biologia
És una espècie oceanódroma marina d'aigües temperades que viu prop de la superfície, amb patrons de migració similars als de l'areng. S'alimenten de petits peixos, especialment d'aladrocs; poden donar grans salts fos de l'aigua quan es veuen assetjats. És ovípar.

## Subespècies[6]
- Belone belone acus (Risso, 1827)
- Belone belone belone (Linnaeus, 1761), a l'Oceà atlàntic nord-est
- Belone belone euxini (Günther, 1866), al Mar Negre i el mar d'Azov
- Belone belone gracilis (Lowe, 1839), des de les costes atlàntics francesos cap a les Canàries i al mediterrani

## Ús econòmic i gastronòmic
La seua talla mínima legal de captura és de 25 cm. Se sol considerar com a captura accessòria. Se'l ven tant fresc com a congelat, per ser preparat preferentment fregit, a la graella o al forn. Nogensmenys, la varietat pescada a la Costa Brava, l'agulla prima (Belone bellone gracilis (Lowe, 1839) no té gaire interès comercial. És cobejat en la pesca esportiva. Les seves espines tenen un color verdós inusual (a causa de la presència de biliverdina) el que desanima molta gent a consumir-ho, encara que aquest color és innocu.